# Kanaal van hertog Karel van Gelre

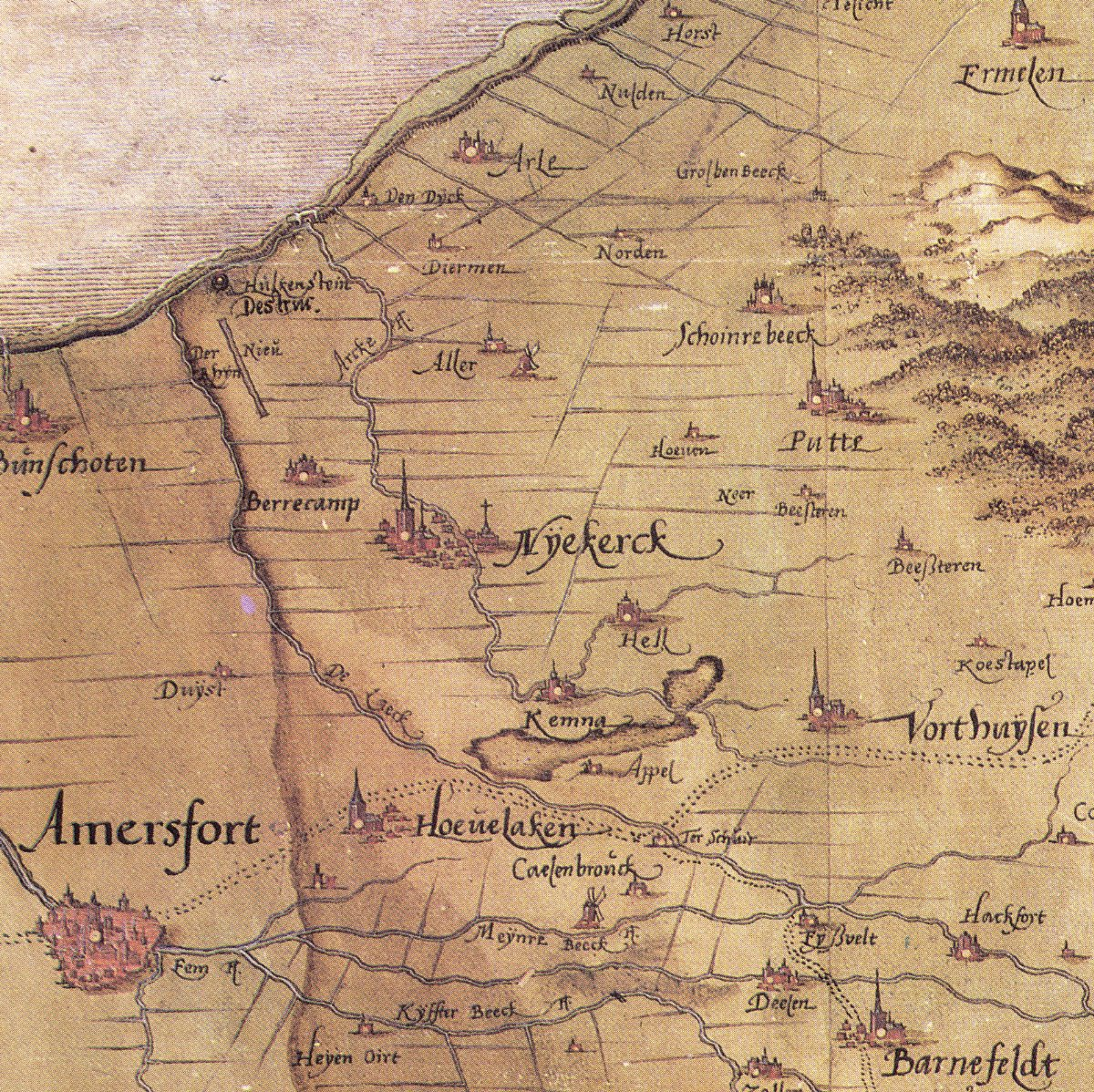
Kaart uit 1573 waarop kanaal De Nieuwe Rijn te zien is. Ook kasteel Hulckestein staat aangegeven.

Het Kanaal van hertog Karel van Gelre is een niet afgemaakt kanaal tussen het latere Nijkerkernauw en de spoorlijn Amersfoort-Zwolle. Het kanaal werd ook wel Nieuwe/Oude Rijn genoemd, lokaal ook: Rien. Het tracé van het kanaal lag tussen Amersfoort en Nijkerk. Van de oorspronkelijk lengte van bijna vijf kilometer zijn nog slechts enkele stukjes zichtbaar. Deze overgebleven delen hebben een lengte van enkele honderden meters.

## Onafgemaakt
In 1473 leidde de familiestrijd tussen Arnold van Gelre en zijn zoon Adolf er toe dat Gelre bezet werd door de Bourgondische troepen van Karel de Stoute. In 1492 lukte het Karel van Egmond, de zoon van Adolf, om het familiebezit terug te krijgen. Bij zijn terugkomst in Gelre werd Karel gehuldigd en als hertog erkend. Zijn gebied bestond op het hoogtepunt uit Gelre, Graafschap Zutphen, Overijssel, Drenthe, Friesland en Groningen (op enkele steden na). In 1514 ging hij na de verovering van Arnhem de strijd aan met de andere gewesten.

## Militair
In 1427 liet hij als Karel van Gelre het Kasteel Hulkestein bouwen op de grens met het Oversticht dicht bij Spakenburg. Door dit kasteel kreeg de hertog militaire controle over de scheepvaart langs de Zuiderzee. Nadat het slot in 1517 in de strijd met het Oversticht werd opgeblazen herrees het kasteel in 1524. Vanaf 1543 werd Gelre door het Traktaat van Venlo deel van de Habsburgse Nederlanden. Daarmee verloor kasteel Hulkestein zijn betekenis. De resten van Hulkestein verdwenen nadien in de Zuiderzee, het latere Nijkerkernauw.

## Economisch

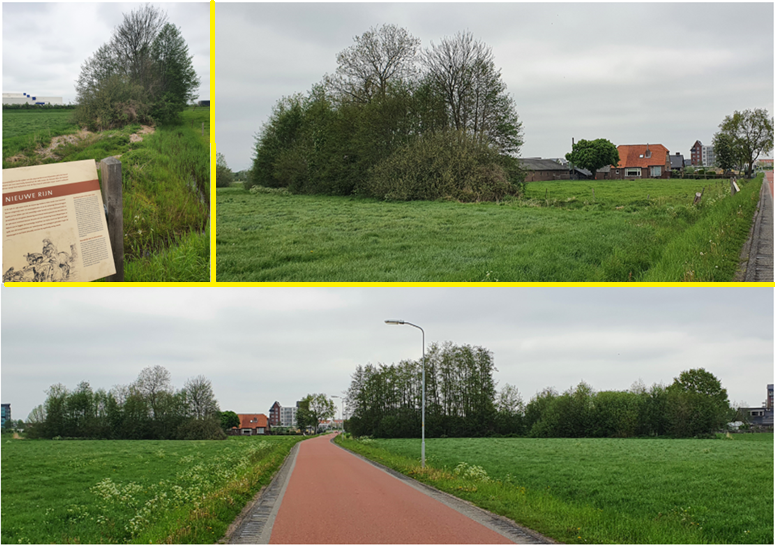
Zichtbare gedeelte langs de Fliersteeg.

In de tijd van Karel van Gelre nam het economisch belang van de Hanzesteden aan de IJssel af, mede door het verzanden van de IJssel. De IJssel werd grotendeels gecontroleerd door het Oversticht. Karel bedacht daarom eind vijftiende eeuw het plan om een vaarverbinding aan te leggen tussen de Zuiderzee en de Rijn bij Wageningen. Doordat het nieuwe kanaal helemaal over Gelders grondgebied liep, zou hij ook economisch niet langer afhankelijk zijn van het Oversticht. In 1502 werd begonnen met het graven van het kanaal dat werd aangeduid als  Ouden Rhijn, maar ook als Nyhe Rijn en Rijnstroem. Vanaf kasteel Hulkestein werd gegraven in de richting van Wageningen. Op oude kaarten is te zien dat het kanaal niet verder is gekomen dan de straatweg tussen Amersfoort en Nijkerk. Het kanaal had een breedte van ongeveer 8 meter en een diepte van twee meter. In 1545 werd definitief gestopt met graven. Geschiedschrijver Arend van Slichtenhorst schreef in 1654 dat het werk om de menigerley moeylijkheid, onkosten en op-staende oorloghen stekende gebleeven is. Het vervallen kanaaldeel werd vanaf die tijd gedempt of werd door overstromingen weggeslagen.

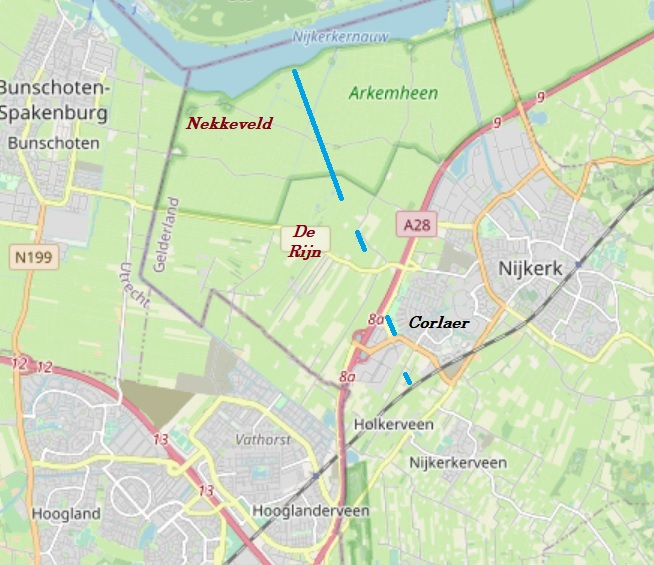
Tracé van het kanaal op een moderne kaart

## Herkenbaar
Het in verval geraakte kanaal is deels nog zichtbaar in het landschap. Op topografische kaarten zijn over een afstand van enkele kilometers nog drie kleine kanaalrestanten te herkennen. Naast een van die stukjes staat een boerderij met de naam 'De Rijn'. Ook de straatnaam Rijnerf is een verwijzing naar het verdwenen kanaal. Bij de aanleg van de latere randweg van de Nijkerkse woonwijk Corlaer is rekening gehouden met de historische loop van het kanaal. Een restant van het kanaal is ook zichtbaar langs de Fliersteeg tussen Corlaer en de buurtschap Holkerveen. Dit kanaaldeel is herkenbaar als een drassig rechthoekig stuk verlande grond van ongeveer 8 meter breed. In natte periodes is het vochtige tracé van het kanaal in de graslanden van polder Arkemheen vanaf buurtschap Nekkeveld nog enigszins zichtbaar als aaneenschakeling van plassen. De plek is een gemeentelijk archeologisch monument. Bij de inrichting van het nieuwe industrieterrein Corlaer is het deel vanaf de Fliersteeg tot aan de Rijksweg door ontgraven weer zichtbaar gemaakt langs de randweg. Op luchtkaarten is behalve de drie kanaaldelen nog een lijn te herkennen tussen de drie kanaaldelen en boerderij De Rijn in de richting van de dijk bij Spakenburg. Op de Lidar kaart van het Actueel Hoogtebestand Nederland is het tracé goed herkenbaar.  